# Symphurus fasciolaris
Symphurus fasciolaris е вид лъчеперка от семейство Cynoglossidae. Видът не е застрашен от изчезване.

## Разпространение и местообитание
Разпространен е в Гватемала, Колумбия, Коста Рика, Мексико, Никарагуа, Панама, Салвадор и Хондурас.
Среща се на дълбочина от 1 до 50 m, при температура на водата от 19,8 до 21,3 °C и соленост 34,2 – 35,2 ‰.

## Описание
На дължина достигат до 24,5 cm.